# Roland Totheroh

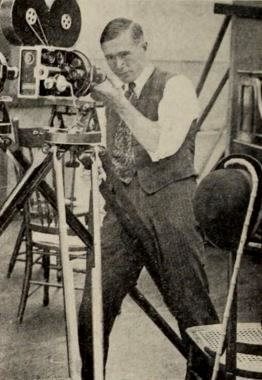
Roland Totheroh (1918)

Roland „Rollie“ Totheroh (* 29. November 1890 in San Francisco, Kalifornien; † 18. Juni 1967 in Hollywood, Los Angeles, Kalifornien) war ein US-amerikanischer Kameramann.

## Leben
Vor seiner Karriere beim Film war er Karikaturist bei einer Zeitung in San Francisco und Baseball-Amateurspieler. 1910 wurde er von der Produktionsfirma Essanay als Kameramann eingestellt.
Roland Totheroh war über 35 Jahre der Kameramann von Charlie Chaplin für dessen Filme. Ihre Zusammenarbeit begann 1915 und endete 1952, als Chaplin Hollywood und die USA verließ. Hiernach setzte sich Totheroh zur Ruhe.
Sein Bruder Dan Totheroh (1894–1976) war Drehbuchautor und sein Sohn Jack Totheroh (1914–2011) spielte als Kind in mehreren Filmen mit und arbeitete später als Lehrer.

## Filmografie (Auswahl)
| - 1916: Burlesque on Carmen - 1916: Der Vagabund (The Vagabond) - 1917: Leichte Straße (Easy Street) - 1917: Der Einwanderer (The Immigrant) - 1917: Der Abenteurer (The Adventurer) - 1918: Ein Hundeleben (A Dog's Life) - 1918: Gewehr über (Shoulder Arms) - 1919: Vergnügte Stunden (A Day’s Pleasure) - 1921: The Kid | - 1922: Pay Day - 1923: Der Pilger - 1923: Die Nächte einer schönen Frau (A Woman of Paris) - 1925: Goldrausch (The Gold Rush) - 1928: Der Zirkus (The Circus) - 1931: Lichter der Großstadt (City Lights) - 1936: Moderne Zeiten (Modern Times) - 1940: Der große Diktator (The Great Dictator) - 1947: Monsieur Verdoux – Der Frauenmörder von Paris (Monsieur Verdoux) |